# Trương Thanh Thủy
Trương Thanh Thủy còn gọi là Thủy Muối (ngày 16 tháng 12 năm 1985 – ngày 25 tháng 1 năm 2020) là doanh nhân người Mỹ gốc Việt có ảnh hưởng trong lĩnh vực công nghệ và người ủng hộ điều trị bệnh ung thư. Cô được mệnh danh là "nữ hoàng khởi nghiệp của Việt Nam" vì những đóng góp cho cộng đồng khởi nghiệp Việt Nam.

## Thân thế và học vấn
Trương Thanh Thủy chào đời 16 tháng 12 năm 1985 tại thành phố Biên Hòa tỉnh Đồng Nai, miền Nam Việt Nam. Gia đình Thủy chỉ có cô là đứa con duy nhất. Năm 2003, cô theo gia đình sang Mỹ định cư. Tại đây, Thủy theo học Trường Trung học Alhambra vào năm cuối trung học phổ thông. Thủy bắt đầu học đại học tại Trường Đại học Pasadena City. Cô chuyển đến Đại học Nam California và tốt nghiệp Cử nhân Khoa học Máy tính vào năm 2009.

## Sự nghiệp kinh doanh

### Khởi nghiệp F&B, 2009 – 2012
Cuối năm 2008, Thủy và cô bạn Hà Phạm đã bắt tay vào công việc kinh doanh đầu tiên tại Việt Nam khi cả hai vẫn còn là sinh viên. Tháng 6 năm 2009, họ thành lập một hãng sản xuất sữa chua đông lạnh có tên là Parallel Frozen Yogurt. Cô huy động vốn từ một nhóm các nhà đầu tư thiên thần và mở thêm 3 cửa hàng ở những vị trí đắc địa tại TP.HCM như Vincom, NowZone, CoopMart trước khi ngừng kinh doanh vào năm 2012.

### Khởi nghiệp di động, 2011 – 2015
Năm 2010, bạn cùng lớp USC của cô là Elliot Lee đến thăm Việt Nam. Cả hai quyết định thành lập một studio phát triển ứng dụng tại Thành phố Hồ Chí Minh để khai thác các nguồn lực kỹ thuật phần mềm của Việt Nam. Studio này mang tên GreenGar nổi tiếng với ứng dụng vẽ bảng trắng cộng tác Smartboard, ứng dụng này đã đứng số 1 trong Danh mục năng suất trên iOS App Store ở Mỹ và các quốc gia khác.
Năm 2011, Thủy đứng ra tổ chức Mobile Hackathon ở Trường Đại học Khoa học Tự nhiên, Đại học Quốc gia Thành phố Hồ Chí Minh tại quận Thủ Đức, Việt Nam. Sự kiện này được GreenGar Studios tài trợ và do Chương trình Nâng cao Khoa học Máy tính chủ trì.
Năm 2013, Thủy được chọn vào vòng chung kết Cuộc thi PITCH Women 2.0 tại San Francisco.  Cô xuất hiện lần đầu tiên trước công chúng tại Thung lũng Silicon trong bộ áo dài trắng truyền thống của Việt Nam  và được công nhận là Á hậu.  GreenGar được chấp nhận vào danh sách 500 Startups (Đợt 6) vào tháng 6 năm 2013, đổi tên thành GreenGar Inc., và tập trung vào Whiteboard. GreenGar là công ty có trụ sở tại Việt Nam đầu tiên tham gia chương trình tăng tốc.
Năm 2014, GreenGar chính thức đóng cửa do không thể mở rộng quy mô kinh doanh. Nhóm tách ra để tạo nên ứng dụng nhắn tin Tappy, rồi lại thêm Leslie Nguyễn và Thức Vũ gia nhập nhóm sáng lập.
Tappy đã thực hiện một số nỗ lực ra mắt, bao gồm cả tại Lễ hội Âm nhạc Future Now và Fuse #8withme Party. Tháng 5 năm 2015, Tappy đã tuyên bố mua lại hãng Weeby.co, một công ty công nghệ trò chơi điện tử ở Mountain View, California. Thủy làm Giám đốc Phát triển Kinh doanh khu vực châu Á của Weeby sau khi mua lại.
Tháng 12 năm 2015, Thủy xuất hiện trên báo chí và truyền thông Việt Nam một lần nữa qua sự kiện Vietnam Hour of Code. Sự kiện này do Weeby.co và Tập đoàn Viettel, tập đoàn viễn thông lớn nhất Việt Nam đồng tổ chức. Năm 2016, Thủy quyết định rời khỏi Weeby.co.

### Phim tài liệu
Thủy là nhân vật chính trong bộ phim tài liệu She Started It do Nora Poggi và Insiyah Saeed đạo diễn. Bộ phim tài liệu cũng có sự góp mặt của Sheena Allen cùng những người khác và được công chiếu tại Liên hoan phim Mill Valley vào tháng 10 năm 2016.

### Ấn phẩm
Các bài đăng trên blog của Thủy từng được giới thiệu tại Women 2.0, TechinAsia và e27. Cô chủ yếu viết về hành trình khởi nghiệp của mình và các công ty khởi nghiệp ở Việt Nam.
Tháng 3 năm 2016, Thủy xuất bản cuốn sách đầu tiên của mình có tựa đề Đi cùng Doanh nhân trẻ Việt, và được Bí thư Thành ủy Thành phố Hồ Chí Minh Đinh La Thăng dẫn chứng như là nguồn cảm hứng cho thanh niên khởi nghiệp.

## Giải thưởng và công nhận
Thủy đã phát biểu tại nhiều hội nghị và sự kiện công nghệ trên toàn thế giới để khuyến khích các doanh nhân trẻ. Cô đã chia sẻ những hiểu biết sâu sắc về hệ sinh thái công nghệ Việt Nam và phụ nữ trong đổi mới sáng tạo, bao gồm Women 2.0, World Bank infoDev, và Echelon.
- Cô từng lên trang bìa danh sách 30 gương mặt xuất sắc dưới 30 tuổi của Forbes Việt Nam (năm 2015).[14]
- BBC News: Nữ hoàng khởi nghiệp Việt Nam.[2]
- Tech in Asia từng công nhận cô là một trong “10 doanh nhân công nghệ dưới 30 tuổi đầy triển vọng của Đông Nam Á”.[15]
- Người chiến thắng Cuộc thi Dragon Den Pitch trên World Bank infoDev.[16]

## Qua đời
Tháng 9 năm 2016, lúc đang tham gia quá trình sản xuất một bộ phim ở Việt Nam thì Thủy đột ngột phát hiện mình bị ung thư phổi giai đoạn cuối. Cô quyết định hợp tác cùng các cơ quan và tổ chức phi lợi nhuận thành lập dự án hỗ trợ bệnh nhân ung thư Việt Nam mang tên Sáng kiến Ung thư Muối (Salt Cancer Initiative viết tắt SCI). Cô qua đời vào đúng mùng Một Tết Canh Tý năm 2020.